# Vincenzo Lanfranchi

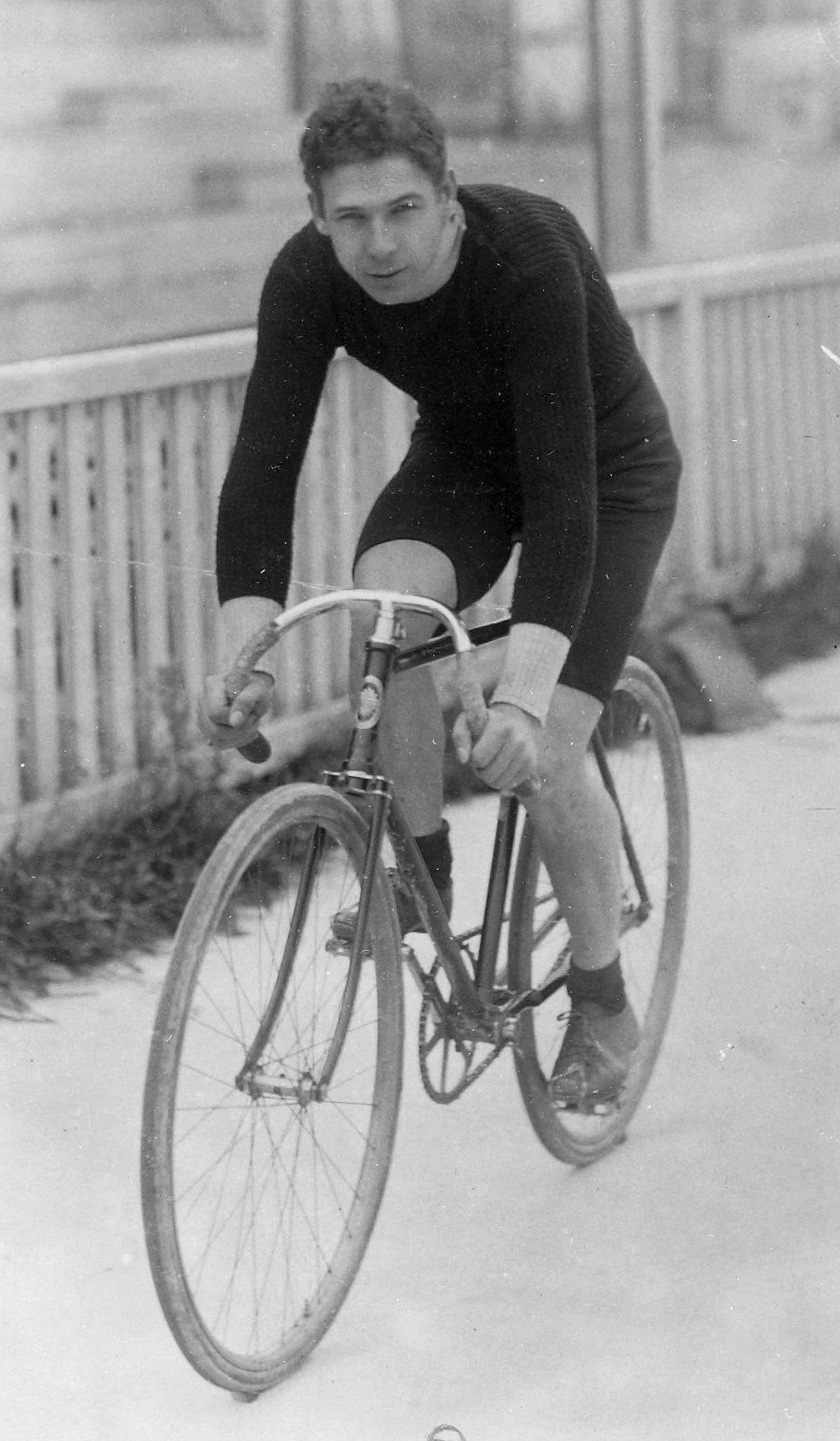
Vincenzo Lanfranchi, 1897

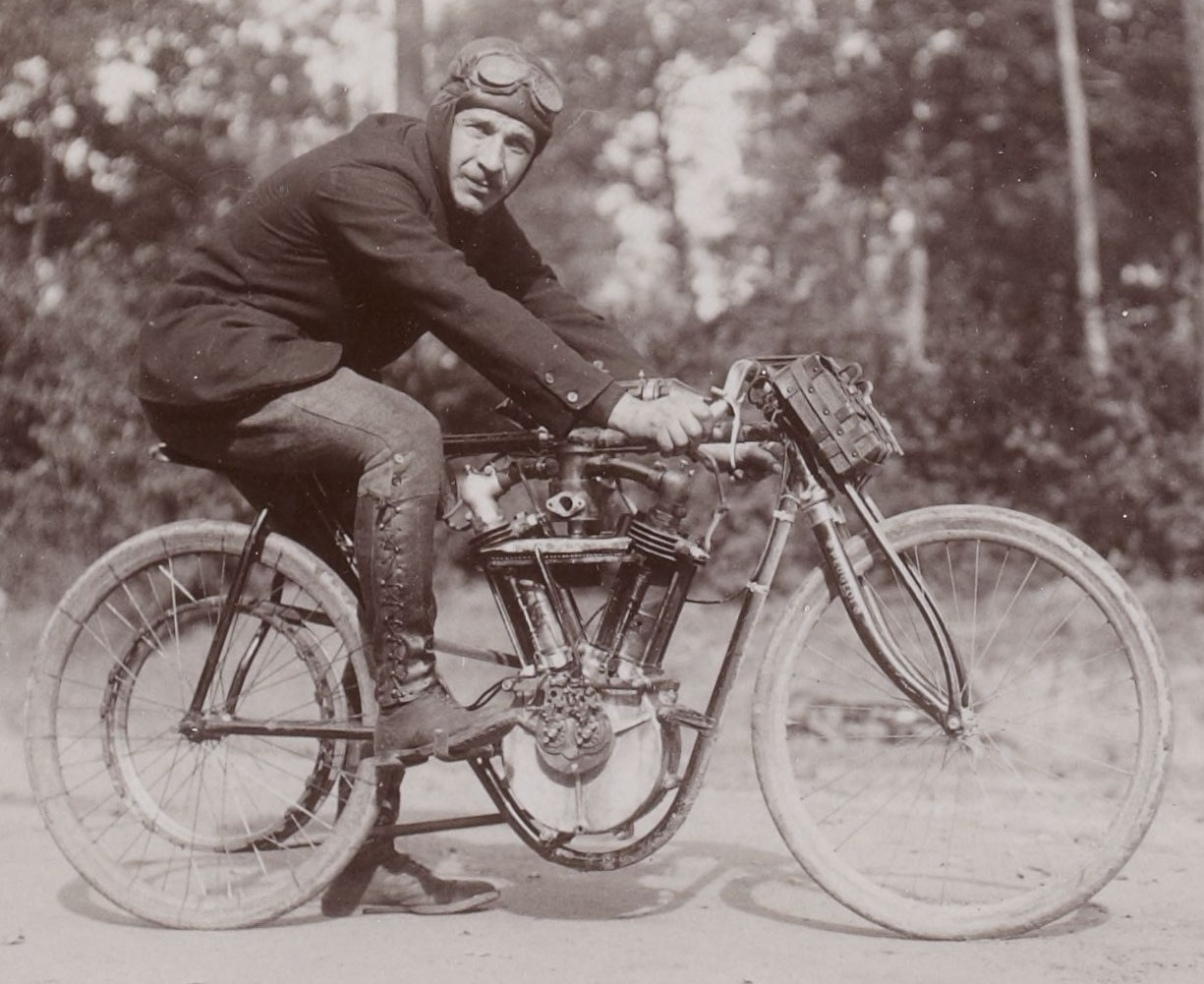
Lanfranchi auf Peugeot beim Rennen Le kilomètre et le mile à Dourdan 1904.

Francesco Vincenzo Lanfranchi (genannt Cencio; * 25. Mai 1875 in Florenz; † 25. Oktober 1952 in Bologna) war ein italienischer Radsportler, Motorradrennfahrer und Unternehmer.

## Laufbahn
Der aus der Toskana stammende Lanfranchi war um die Wende vom 19. zum 20. Jahrhundert im Radsport aktiv. 1896 wurde er hinter Luigi Pontecchi und Ettore Pasini Dritter der Italienischen Meisterschaft im Sprint der Profis. Anfang des 20. Jahrhunderts übersiedelte er nach Frankreich.
Im Jahr 1903 siegte er beim Motorradrennen Paris–Nizza. Am 3. Oktober 1904 gewann Lanfranchi auf einer Peugeot den Wettbewerb Le kilomètre et le mile à Dourdan und erzielte dabei zwei vom Automobile Club de France anerkannte Weltrekorde, darunter mit 123,287 km/h den absoluten Geschwindigkeitsweltrekord für Motorräder. Er pilotierte dabei eine Maschine 1489-cm³-Zweizylinder-V-Motor und einer Leistung von 12 PS bei 68,5 kg Leergewicht. Den bis dato bestehenden Weltrekord von 108,30 km/h hatte der US-Amerikaner Glenn Curtiss auf Hercules-Curtiss V2 im Januar desselben Jahres in Ormond Beach aufgestellt.
1905 war Lanfranchi der erste Fahrer, der in einem Rennen eine Durchschnittsgeschwindigkeit von mehr als 120 km/h erreichte. Wenig später musste er sich aufgrund einer bei einem Rennunfall erlittenen Verletzung vom aktiven Rennsport zurückziehen.
Lanfranchi, der mit dem Gilera-Firmengründer Giuseppe Gilera (ursprünglich Gellera) befreundet war, kehrte nach Italien zurück und arbeitete in Mailand u. a. für Wolsit und Turkheimer. 1913 eröffnete er eine Vertretung für die britische Marke Douglas. Nach dem Ersten Weltkrieg vertrat Lanfranchi neben Douglas auch die Marken Henderson, Ascot-Pullin und Royal Enfield. Ab 1922 betrieb er eine Vertretung von Gilera und ab 1924 des Schweizer Herstellers Moser.
Im Jahr 1925 gründete Vincenzo Lanfranchi in Mailand das Unternehmen F.V.L. (angelehnt an seine Initialen), das anfangs Motorräder mit Viertakt-Einbaumotoren von Moser mit Hubräumen von 124 bis 175 cm³ herstellte. Ab 1931 wurden selbst hergestellte Motoren mit Nockenwelle, OHV-Ventilsteuerung und Hubräumen von 174 bis 248 cm³ verwendet. F.V.L. verschwand 1935, als sich Lanfranchi im Alter von 59 Jahren aus dem Geschäftsleben zurückzog.

## Familie
Vincenzo Lanfranchis zwei Jahre jüngerer Bruder Alessandro (1877–1958) war in jungen Jahren ebenfalls im Radsport aktiv und später Professor für Veterinärmedizin u. a. an der Universität Bologna.